# Línea E2 (TUVISA)
La Línea E2 de TUVISA de Vitoria servía para subir al Casco Medieval desde el centro.

## Características
Esta línea especial unía los laborables la zona centro con el cercano Casco Medieval, que se encuentra en una pequeña colina. Debido a la estrechez de sus calles, el servicio era ofrecido por un minibús.
La línea entró en funcionamiento a finales de octubre de 2009, como todas las demás líneas de TUVISA, cuándo el mapa de transporte urbano en la ciudad fue modificado completamente y prestó su último servicio el 30 de noviembre de 2014.
La línea no modificó su recorrido desde su puesta en funcionamiento; exceptuando algunas paradas que cambiaban de sitio (suprimiendose las paradas de Domingo Beltrán 2 o Francia/Artium, por ejemplo), y el número de la línea que pasaba de ser L15 a E2.

### Frecuencias
| laborables       |        |
| de 8:00 a 12:30  | 30 min |
| de 17:30 a 19:30 | 30 min |

## Recorrido
La línea comenzaba su recorrido en la Calle Paz, desde donde se dirigía a la Calle Independencia, General Álava, Becerro de Bengoa y Cadena y Eleta (Catedral). Desde aquí accedía a la Calle Luis Henitz, Ramiro de Maeztu y Domingo Beltrán. En esta última vía, accedía a la Calle Coronación, donde tras girar a la derecha accedía al Portal de Arriaga. En este punto accedía al Casco Medieval, por el que pasaba por las siguientes calles: Calle Correría, Canton de las Carnicerías, Calle Fray Zacarías Martínez, Plaza de Santa María, Calle Correría, para volver al Portal de Arriaga, desde donde accedía a la Calle Eulogio Serdán y de nuevo a la Calle Coronación. En esta ocasión seguía recto por la Calle San Ignacio, que le llevaba a la Calle Francia para llegar al punto inicial en la Calle Paz.

## Paradas
| KBHFa |

| HST |

| HST |

| HST |

| HST |

| HST |

| HST |

| HST |

| KBHFe |

| KBHFa |

| HST |

| HST |

| HST |

| HST |

| HST |

| HST |

| HST |

| KBHFe |

| KBHFa |

| HST |

| HST |

| HST |

| HST |

| HST |

| HST |

| HST |

| KBHFe |

| KBHFa |

| HST |

| HST |

| HST |

| HST |

| HST |

| HST |

| HST |

| KBHFe |